# Hendea spina
Hendea spina är en spindeldjursart som beskrevs av Forster 1968. Hendea spina ingår i släktet Hendea och familjen Triaenonychidae. Inga underarter finns listade i Catalogue of Life.